# Boulevard Romain-Rolland (Marseille)
Pour les articles homonymes, voir Boulevard Romain-Rolland.
Le boulevard Romain-Rolland est une voie marseillaise.

## Situation et accès
Ce boulevard, qui mesure 2 430 mètres, traverse les 9e et 10e, et va de la place de la Gare-de-l’Octroi au boulevard de Sainte-Marguerite et l'avenue Jean-Bouin et dessert les quartiers de Sainte-Marguerite, Saint-Tronc, Pont-de-Vivaux et Saint-Loup.

## Origine du nom
Il porte le nom de l'écrivain français Romain Rolland.

## Historique
Ce boulevard anciennement appelé « chemin vicinal de Saint-Loup à Sainte-Marguerite » est classé dans la voirie des rues de Marseille le 9 juillet 1959 . Il prend son nom a tuelle après délibération du Conseil municipal du 27 juin 1966.

## Bâtiments remarquables et lieux de mémoire
On trouve sur ce boulevard le lycée professionnel Ampère, le centre commercial Marseille Saint-Loup, le gymnase et la piscine Pont-de-Vivaux ou encore le stade Hubert-Moruzzo.